# Gestoras Pro Amnistía

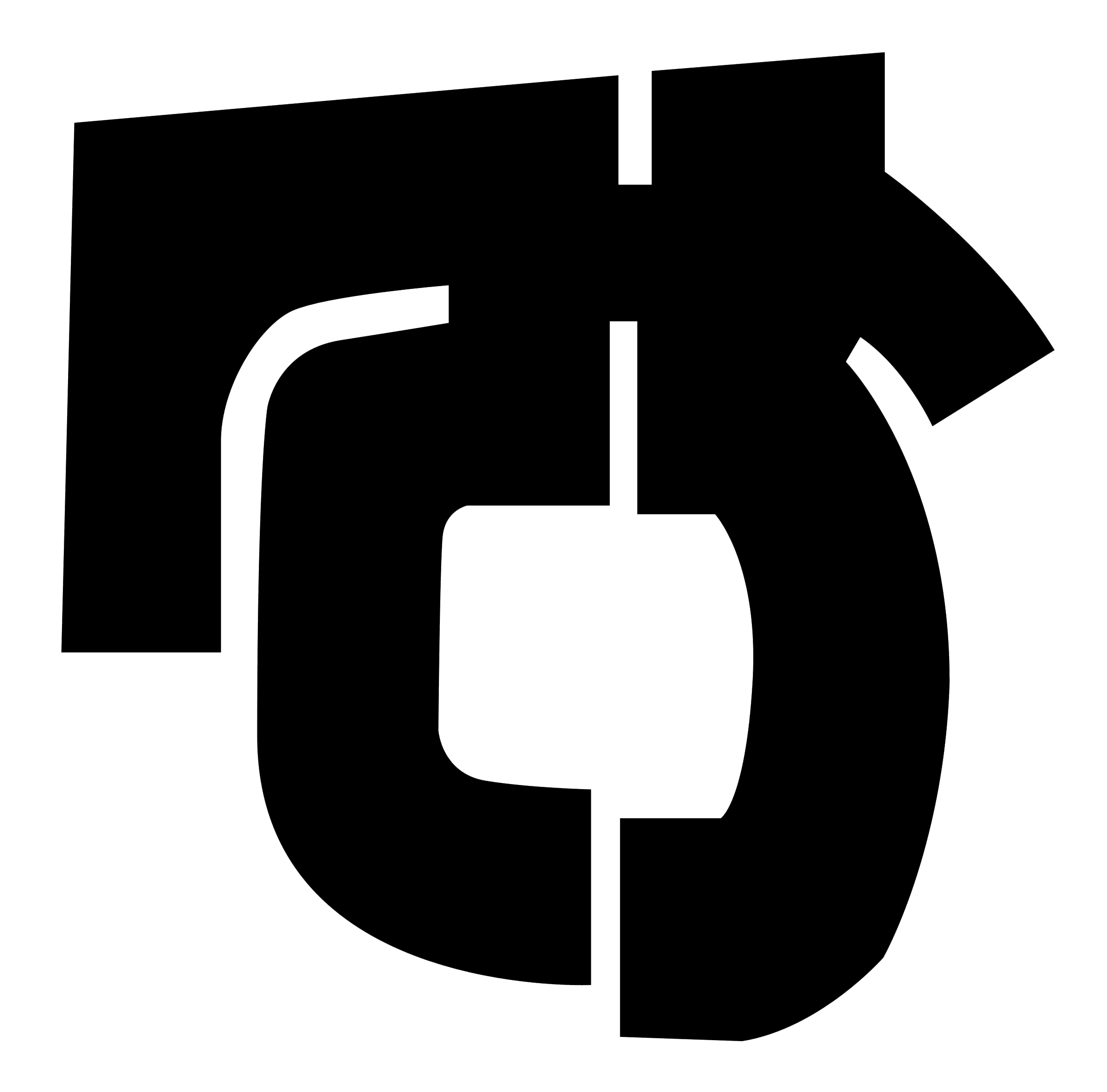
Logotipo de la organización, creado por Eduardo Chillida.

Gestoras Pro Amnistía (Amnistiaren Aldeko Batzordeak en euskera) fue una organización cuyo propósito era asistir humana y jurídicamente a los presos de ETA, así como dar apoyo económico y protección a sus familiares. Fue ilegalizada en 2001 por su colaboración con la banda terrorista.
Su ámbito de implantación inicial era el País Vasco, extendiéndose después al País Vasco francés y Navarra para así abarcar el territorio comprendido por Euskal Herria.

## Historia
Sus antecedentes están en la Comisión Pro Amnistía, organización creada en 1976 para conseguir la amnistía de los presos políticos del franquismo. Dicha amnistía, se consiguió parcialmente en julio de 1976 y fue ampliada en marzo y mayo del año siguiente. Afectó por igual a todos los presos políticos del franquismo, tuvieran o no delitos de sangre en su haber. Con esta ley, todos los presos de ETA fueron excarcelados. Gestoras Pro-Amnistía se formó dos años después, en 1979, como una refundación de la Comisión Pro Amnistía.
Con su labor, pretendía contribuir a que se abriera un proceso político democrático en el que desaparecieran «las causas que originan la existencia de presos y refugiados políticos vascos». En este sentido, ofrecía asistencia jurídica, económica y sanitaria, denunciando puntualmente las detenciones de carácter político y la práctica de la tortura. Entre 1977 y 1992 editó Gora, un periódico-mural que recogía información general sobre el movimiento por la amnistía. Con motivo de su despedida, sacó un número especial en formato revista que hacía un repaso de los hechos y actividades desarrolladas en estos años.

### Logotipo
Eduardo Chillida, que fue miembro de la primera comisión gestora pro amnistía hasta diciembre de 1977, fue quien diseñó el logotipo de la organización. En entrevistas posteriores el escultor afirmó no haber estado nunca de acuerdo con ETA y calificó de locura la actividad terrorista de la banda después de establecida la democracia. Las Gestoras Pro Amnistía siguieron utilizando el mismo logotipo.

### Ilegalización
El 19 de diciembre de 2001, Baltasar Garzón, juez instructor de la Audiencia Nacional, declaró ilegal a la organización, entendiendo que Gestoras Pro Amnistía formaba parte orgánica de ETA. Ese mismo año su papel lo tomó la organización Askatasuna, así como Senideak y Etxerat, ambas de asociaciones de familiares de presos de ETA.
El 17 de septiembre de 2008, la Audiencia Nacional condenó a 21 miembros de las Gestoras a entre ocho y diez años de prisión. Sus principales dirigentes (Juan María Olano, Julen Zelarain y Aitor Angel Jugo) fueron condenados a diez años por pertenencia a banda terrorista. La sentencia también declaró ilegal a la organización y ordenó su disolución. El 16 de octubre de 2009 el Tribunal Supremo ratificó dicha sentencia, pero declaró absuelto a Aitor Angel Jugo.